# Kokpunktshöjning
Kokpunktshöjning beskriver fenomenet att en vätska, exempelvis vatten, får en högre kokpunkt när ett annat ämne löses i vätskan. Av denna anledning har vatten med löst salt, exempelvis havsvatten, en högre kokpunkt än rent vatten. Fenomenet är en kolligativ egenskap och beror på att lösningsmedlet späds ut av det lösta ämnet, vilket leder till att ångtrycket för lösningsmedlet sjunker. Kokpunkten kan mätas exakt med hjälp av ett ebullioskop.

## Förklaring

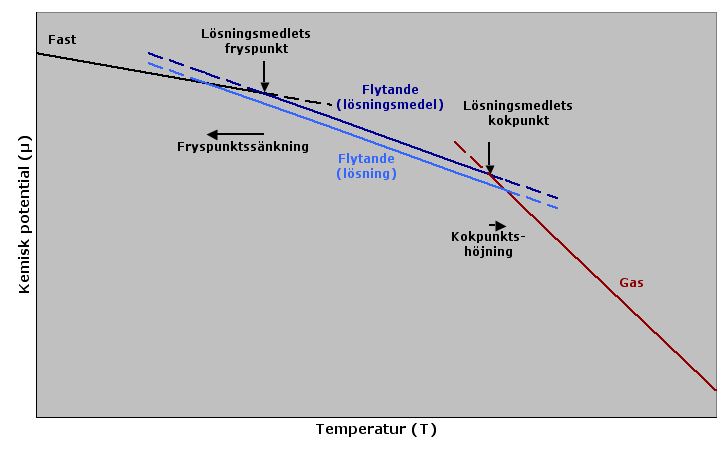
Förändringen i kemisk potential hos ett lösningsmedel när ett löst ämne tillsätts förklarar varför kokpunktshöjningen äger rum.

Kokpunktshöjningen är en kolligativ egenskap, vilket betyder att den är beroende av förekomsten av lösta partiklar och deras antal, men inte deras identitet. Det är en effekt av utspädningen av lösningsmedlet i närvaro av ett löst ämne. Det är ett fenomen som händer för alla lösta ämnen i alla lösningar, även i idealiska lösningar, och som inte beror på några specifika interaktioner mellan lösta ämnen och lösningsmedel. Kokpunktshöjningen sker både när det lösta ämnet är en elektrolyt, såsom olika salter, och en ickeelektrolyt. I termodynamiska termer är ursprunget för kokpunktshöjningen entropisk och kan förklaras i termer av ångtryck eller kemisk potential av lösningsmedlet. I båda fallen beror förklaringen på att många lösta ämnen bara finns i vätskefasen och inte går in i gasfasen (förutom vid extremt höga temperaturer).
Uttryckt i termer av ångtryck, kokar en vätska vid den temperatur då dess ångtryck är lika med det omgivande trycket. För lösningsmedlet minskar närvaron av det lösta ämnet dess ångtryck genom utspädning. Ett ickeflyktigt löst ämne har ett ångtryck på noll, så lösningens ångtryck är lägre än lösningsmedlets ångtryck. Det behövs alltså en högre temperatur för att ångtrycket ska nå det omgivande trycket och kokpunkten höjs.
Uttryckt i termer av kemisk potential, så har vätskefasen och gasfasen (eller ångfasen) samma kemiska potential (eller ångtrycket) vid kokpunkten, vilket betyder att de är energimässigt ekvivalenta. Den kemiska potentialen är beroende av temperaturen, och vid andra temperaturer har antingen vätske- eller gasfasen en lägre kemisk potential och är mer energimässigt gynnsam än den andra fasen. Detta innebär att när ett ickeflyktigt löst ämne tillsätts, minskar den kemiska potentialen hos lösningsmedlet i vätskefasen genom utspädning, men den kemiska potentialen hos lösningsmedlet i gasfasen påverkas inte. Detta innebär i sin tur att jämvikten mellan vätske- och gasfasen etableras vid en annan temperatur för en lösning än en ren vätska, det vill säga kokpunkten är förhöjd.
Fenomenet fryspunktsdepression är analogt med kokpunktshöjning. Emellertid är storleken på fryspunktssänkningen större än kokpunktshöjningen för samma lösningsmedel och samma koncentration av ett löst ämne. På grund av dessa två fenomen ökar vätskeområdet för ett lösningsmedel i närvaro av ett löst ämne. 

## Ekvation för beräkningar vid utspädd koncentration
Omfattningen av kokpunktshöjningen kan beräknas genom att tillämpa Clausius–Clapeyron-relationen och Raoults lag tillsammans med antagandet om det lösta ämnets ickeflyktighet. Resultatet är att i utspädda ideallösningar är omfattningen av kokpunktshöjningen direkt proportionell mot molkoncentrationen (mängd ämne per massa) av lösningen enligt ekvationen:
ΔTb = Kb · bc
där kokpunktshöjningen, definieras som − Tb (rent lösningsmedel) 
- Kb, den ebullioskopiska konstanten, som är beroende av lösningsmedlets egenskaper. Det kan beräknas som Kb = RTb 2 M / ΔHv, där R är gaskonstanten och Tb är koktemperaturen för det rena lösningsmedlet [iK], M är lösningsmedlets molmassa och ΔHv är förångningsvärmet per mol av lösningsmedlet.
- bc är den kolligativa molaliteten, beräknad genom att ta hänsyn till dissociation eftersom kokpunktshöjningen är en kolligativ egenskap, beroende på antalet partiklar i lösning. Detta görs enklast genom att använda van't Hoff-faktorn i som bc = blöst ämne · i, där blöst ämne är lösningens molalitet.[2] Faktorn i står för antalet individuella partiklar (typiskt joner) som bildas av en förening i lösning. Exempel:
  - i = 1 för socker i vatten
  - i = 1,9 för natriumklorid i vatten, på grund av nästan fullständig dissociation av NaCl till Na + och Cl − (ofta förenklat som 2)
  - i = 2,3 för kalciumklorid i vatten, på grund av nästan full dissociation av CaCl2 till Ca 2+ och 2Cl − (ofta förenklat som 3)

I-faktorer som inte är heltal är resultatet av jonpar i lösning, som sänker det effektiva antalet partiklar i lösningen.
Ekvation efter inkludering av van't Hoff-faktorn
ΔTb = Kb · bsolute · i
Vid höga koncentrationer är formeln ovan mindre exakt på grund av att lösningen inte är idealisk. Om det lösta ämnet också är flyktigt, är ett av de viktigaste antagandena som används för att härleda formeln inte korrekt, eftersom det härleds för lösningar av ickeflyktiga lösta ämnen i ett flyktigt lösningsmedel. När det gäller flyktiga lösta ämnen är det mer relevant att tala om en blandning av flyktiga föreningar och effekten av det lösta ämnet på kokpunkten måste bestämmas från blandningens fasdiagram. I sådana fall kan blandningen ibland ha en kokpunkt som är lägre än någon av de rena komponenterna; en blandning med en lägsta kokpunkt är en typ av azeotrop.

### Ebullioskopiska konstanter
Värden för de ebullioskopiska konstanterna Kb för utvalda lösningsmedel:
| Förening       | Kokpunkt i °C | Ebullioskopisk konstant Kb i enhet av [(°C·kg)/mol] or [°C/molal] |
| -------------- | ------------- | ----------------------------------------------------------------- |
| Ättiksyra      | 118,1         | 3,07                                                              |
| Bensen         | 80,1          | 2,53                                                              |
| Koldisulfid    | 46,2          | 2,37                                                              |
| Koltetraklorid | 76,8          | 4,95                                                              |
| Naftalen       | 217,9         | 5,8                                                               |
| Fenol          | 181,75        | 3,04                                                              |
| Vatten         | 100           | 0,512                                                             |

## Användning
Tillsammans med formeln ovan kan kokpunktshöjningen i princip användas för att mäta dissociationsgraden eller det lösta ämnets molära massa. Denna typ av mätning kallas ebullioskopi (latin - grekiska "kokande-tittande"). Men eftersom överhettning är svår att undvika, är exakta ΔTb-mätningar svåra att utföra, vilket delvis övervanns genom uppfinningen av Beckmann-termometern. Dessutom är den kryoskopiska konstanten som bestämmer fryspunktsdepressionen större än den ebullioskopiska konstanten, och eftersom fryspunkten ofta är lättare att mäta med precision är det vanligare att använda kryoskopi.